# Capital One
Capital One Financial Corporation er en amerikansk bankkoncern med hovedkvarter i McLean, Virginia. De har 755 filialer inklusive 30 cafélignende lokaliteter.